# Tragocephala alluaudi
Tragocephala alluaudi är en skalbaggsart som beskrevs av Auguste Lameere 1893. Tragocephala alluaudi ingår i släktet Tragocephala och familjen långhorningar.
Artens utbredningsområde är Seychellerna. Inga underarter finns listade i Catalogue of Life.